# 北韓人權法 (南韓)
《北韓人權法》（韩语：／）是大韩民国2016年3月通過的法律，旨在改善朝鮮民主主義人民共和國人權狀況及發展兩韓關係，促進實現朝鲜半岛和平。內容包括成立北韓人權財團、北韓人權記錄中心（북한인권기록센터），確保在國際水平監管下向北韓提供人道支援，要求大韩民国政府就人權問題向朝鲜民主主义人民共和国政府提出會談等。
韓國國會自2005年起開始討論制定本法，但一直未獲通過。直到2016年1月朝鮮核試驗、發射長程火箭的狀況下，韓國國會在2016年3月2日以212票贊成、24票棄權通過立法。這是大韓民國憲法史上，第一次制定介入北韓人權問題的法案。

## 背景
自2000年代中期以来，韓國国会颁布了立法，力求促进大韩民国和朝鲜民主主义人民共和国之间更知情的关系。最引人瞩目的新法令包括《南北交流協力相關法律》、《南北協力基金法》、《南北關係發展相關法律》和最近的《北韓人權法》。这些团体认为，在大饥荒或「艰难三月」之后，对朝鲜人道主义问题的关注逐渐减少。从历史上看，一贯以援助为重点的运动与1995年以后向朝鲜提供的援助数额有积极关系。从2004年至2012年，双边和多边援助呈急剧下降趋势，最终恢复到1995年以前的水平，因为争取朝鲜援助的非政府组织的广泛网络仅限于少数战略倡导团体。像好朋友这样的组织继续通过分发朝鲜受难儿童的照片作为筹集资金的一种方法，提高对朝鲜侵犯人权行为的认识。
这种审查是在对最终成为《北韓人權法》的经过多次迭代之后进行，这些迭代花了11年时间争取国会的批准。在此期间，美国和日本分别于2004年和2006年通过了有关朝鲜人权的立法。2014年联合国调查委员会的一份报告没有减轻人权倡导团体的关切，因为该委员会发现了朝鲜公民遭受痛苦的明显例子。作为回应，美國人權基金會后来于2015年9月制定了《朝鲜人权法全球联盟法案》，作为其继续破坏朝鲜项目的一部分，表示对国会感到失望。该组织由政策制定者、活动家和前国家元首组成。主要成员包括：吉米·威尔士、拉里·戴蒙德、维克多·尤先科、史蒂文·平克、埃米尔·康斯坦丁内斯库、努尔·伊扎·安瓦尔和斯尔贾·波波维奇。人权基金会，包括大赦国际和人权观察，在《北韓人權法》颁布后，继续倡导朝鲜的人权。

## 重要条款

### 北韓人權增進諮問委員會
《北韓人權法》要求在统一部内设立北韓人權增進諮問委員會。第5則第6款详细说明，十名諮問委员会成员的一半由国会根据总统所属政党的建议向统一部决定。諮問委员会与统一部长保持协商作用。根据该法，该部将制定一个长期（三年）「总体规划」，在收到諮問委员会收集的建议和资料后促进人权对话和提供人道主义援助，这将使该部能够根据其动态的短期行动计划每年发挥更大的效力。

### 北韓人權財團
根据该法第10－12則，北韓人權財團是法人。財團12名理事中有一半由国会根据总统所属政党的建议向统一部决定，由统一部长选出一名理事長。財團有权进行政策研究和制定，以防止侵犯人权和促进朝鲜和韩国之间的对话。该法案授权財團将研究人权和人道主义问题的责任（同时提供财政援助）下放给非政府组织和地方机构。第16－17則规定財團成员为公职人员，并概述了《刑法》中追究其责任的适用条款。被发现领取《北韓人權法》任何补贴的成员将被处以3000万韓圓的罚款和最高三年的监禁。

### 北韓人權記錄中心
第13則要求建立北韓人權記錄中心，负责收集和记录有关人权和人道主义援助的信息。统一部长明确允许記錄中心将其任务的任何职能下放给外部机构，同时向它们提供补贴，以支付所发生的任何费用。記錄中心收集和储存的所有数据必须每季度转交给司法部，以便系统地建立针对朝鲜决策者的案件。

### 报告与合作
根据该法，统一部长必须每年向国会报告人权现状的最新情况以及该法所说明的任何改进情况。第9則2明确要求任命一名北韓人權對外職名大使到外交部。这项规定旨在促进与国际组织、国际组织和外国政府在信息交流方面的合作，并提高国际社会对朝鲜人权问题的认识。
- 所有財團和記錄中心活动均在统一部长的职权范围内。通过代理，那些委托给地方机构的人也会。
- 第14則统一部长有权「请求其他行政机关、社会团体和有关人员合作，提交材料、国家意见，或者就政策执行所需的其他事项提供合作」。如果提出此类请求，则要求组织负责人遵守该请求。

## 類似立法
美國的《朝鲜人權法案》內容較完整，日本《北朝鮮人權法》則相對著重人質綁架議題。

## 外部連結
- 北韓人權法 （页面存档备份，存于）